# Nagroda im. Philipa K. Dicka
Nagroda im. Philipa K. Dicka (ang. The Philip K. Dick Award) – amerykańska nagroda literacka w dziedzinie science fiction, wręczana corocznie podczas konwentu Norwescon i sponsorowana przez Philadelphia Science Fiction Society, a od 2005 wspierana przez Philip K. Dick Trust.
Nagrodzie patronuje amerykański pisarz SF Philip K. Dick. Po raz pierwszy została przyznana w 1983, rok po śmierci pisarza. Decyzją pięcioosobowego jury nagrodę otrzymuje najlepsza książka (powieść, zbiór opowiadań, antologia) wydana po raz pierwszy w miękkiej oprawie w danym roku w Stanach Zjednoczonych.
Nagroda została utworzona przez Thomasa M. Discha z pomocą Davida G. Hartwella, Paula S. Williamsa i Charlesa N. Browna. Obecnie administrowana jest przez Davida G. Hartwella i Gordona Van Geldera. W przeszłości administratorami byli Algis Budrys i David Alexander Smith.
W pierwszym roku jurorami byli Thomas M. Disch, Ursula K. Le Guin i Norman Spinrad. W następnych latach jurorami byli m.in. Greg Bear, Robert Silverberg, Tim Powers.

## Lista nagrodzonych i nominowanych
Rok w tabeli oznacza rok opublikowania książki. Nagroda jest przyznawana w roku następnym.
| Rok  | Nagroda                                                                  | Specjalne wyróżnienie                            | Nominacje |
| ---- | ------------------------------------------------------------------------ | ------------------------------------------------ | --- |
| 1982 | Rudy Rucker – Software                                                   | Ray Nelson – The Prometheus Man                  | J.M. Coetzee – Czekając na barbarzyńców R.A. Lafferty – Aurelia John Sladek – Roderick Steve Rasnic Tem (red.) – The Umbral Anthology of Science Fiction Poetry                                                                                          |
| 1983 | Tim Powers – Wrota Anubisa                                               | R.A. MacAvoy – Tea with the Black Dragon         | Barrington J. Bayley – The Zen Gun Zoe Fairbairns – Benefits M. John Harrison – The Floating Gods John Varley – Złoty wiek |
| 1984 | William Gibson – Neuromancer                                             | Kim Stanley Robinson – Dziki brzeg               | C.J. Cherryh – Voyager in Night Geary Gravel – The Alchemists David R. Palmer – Emergence Lucius Shepard – Green Eyes Lewis Shiner – Frontera Howard Waldrop – Them Bones                                                                                |
| 1985 | Tim Powers – Dinner at Deviant's Palace                                  | Richard Grant – Saraband of Lost Time            | Russell Griffin – The Timeservers Michael P. Kube-McDowell – Emprise Barry N. Malzberg – The Remaking of Sigmund Freud Scott Russell Sanders – Terrarium Walter Jon Williams – Knight Moves                                                              |
| 1986 | James P. Blaylock – Homunculus                                           | Jack McDevitt – The Hercules Text                | Karen Joy Fowler – Artificial Things Robert Charles Wilson – A Hidden Place |
| 1987 | Patricia Geary – Strange Toys                                            | Mike McQuay – Memories                           | Richard Bowker – Dover Beach Pat Cadigan – Mindplayers K.W. Jeter – Dark Seeker Lucius Shepard – Zielony kocur diabła |
| 1988 | Paul J. McAuley – Czterysta miliardów gwiazd Rudy Rucker – Wetware       |                                                  | Roger MacBride Allen – Orphan of Creation Marc Laidlaw – Neon Lotus Rebecca Ore – Becoming Alien David Alexander Smith – Rendezvous |
| 1989 | Richard Paul Russo – Subterranean Gallery                                | Dave Wolverton – On My Way to Paradise           | Barry B. Longyear – Infinity Hold James Luceno – A Fearful Symmetry Rebecca Ore – Being Alien Susan Shwartz – Heritage of Flight |
| 1990 | Pat Murphy – Points of Departure                                         | Raymond Harris – The Schizogenic Man             | Gregory Feeley – The Oxygen Barons Elizabeth Hand – Długa noc zimowa Allen M. Steele – Clarke County, Space |
| 1991 | Ian McDonald – King of Morning, Queen of Day                             | Emma Bull – Bone Dance                           | Douglas Bell – Mojo and the Pickle Jar Kathe Koja – Zero Robert Charles Wilson – Bridge of Years |
| 1992 | Richard Grant – Through the Heart                                        | Élisabeth Vonarburg – In the Mothers' Land       | Colin Greenland – Take Back Plenty Elizabeth Hand – Æstival Tide R.A. Lafferty – Iron Tears |
| 1993 | John M. Ford – Growing Up Weightless                                     |                                                  | Wilhelmina Baird – Crash Course Jack Womack – Elvissey David R. Bunch – Bunch! Elizabeth Hand – Icarus Descending |
| 1994 | Robert Charles Wilson – Mysterium                                        | Jack Cady – Inagehi                              | Alexander Besher – Rim: A Novel of Virtual Reality Ian McDonald – Scissors Cut Paper Wrap Stone Lisa Mason – Summer of Love Lance Olsen – Tonguing the Zeitgeist                                                                                         |
| 1995 | Bruce Bethke – Zderzenie czołowe                                         | Richard Paul Russo – Carlucci’s Edge             | Shale Aaron – Virtual Death Greg Egan – Miasto Permutacji Amy Thomson – The Color of Distance Élisabeth Vonarburg – Reluctant Voyagers |
| 1996 | Stephen Baxter – Statki czasu                                            | Michael Bishop – At the City Limits of Fate      | William Barton – The Transmigration of Souls George Foy – The Shift Sarah Zettel – Reclamation |
| 1997 | Stepan Chapman – Trojka                                                  | William Barton – Acts of Conscience              | Susan R. Matthews – An Exchange of Hostages Richard Paul Russo – Carlucci’s Heart Denise Vitola – Opalite Moon Catherine Wells – Mother Grimm |
| 1998 | Geoff Ryman – 253                                                        | Paul Di Filippo – Lost Pages                     | Nalo Hopkinson – W kole stań, dziewczyno Steve Aylett – Slaughtermatic Paul J. McAuley – The Invisible Country |
| 1999 | Stephen Baxter – Vacuum Diagrams                                         | Jamil Nasir – Tower of Dreams                    | Kristine Smith – Code of Conduct Constance Ash (red.) – Not of Woman Born Toni Anzetti – Typhon's Children William Barton – When We Were Real |
| 2000 | Michael Marshall Smith – Only Forward                                    | Scott Westerfeld – Evolution's Darling           | Stephen L. Burns – Call from a Distant Shore Nalo Hopkinson – Midnight Robber Maggy Thomas – Broken Time Janine Ellen Young – The Bridge |
| 2001 | Richard Paul Russo – Ship of Fools                                       | Ken Wharton – Divine Intervention                | Julie E. Czerneda – In the Company of Others Mark W. Tiedemann – Compass Reach Ray Vukcevich – Meet Me in the Moon Room Liz Williams – The Ghost Sister                                                                                                  |
| 2002 | Carol Emshwiller – The Mount                                             | China Miéville – Blizna                          | Carol Emshwiller – Report to the Men’s Club Kay Kenyon – Maximum Ice Karin Lowachee – Warchild Liz Williams – Empire of Bones Jeff VanderMeer, Forrest Aguirre (red.) – Leviathan Three                                                                  |
| 2003 | Richard K. Morgan – Modyfikowany węgiel                                  | Jane Jensen – Dante’s Equation                   | M.M. Buckner – Hyperthought Mark Budz – Clade Chris Moriarty – Spin State Ann Tonsor Zeddies – Steel Helix |
| 2004 | Gwyneth Jones – Life                                                     | Lyda Morehouse – Apocalypse Array                | Geoff Ryman – Tlen (Air) Liz Williams – Banner of Souls Karen Traviss – City of Pearl Minister Faust – The Coyote Kings of the Space-Age Bachelor Pad Eileen Gunn – Stable Strategies and Others                                                         |
| 2005 | M.M. Buckner – War Surf                                                  | Justina Robson – Natural History                 | Neal Asher – Cowl Karin Lowachee – Cagebird Justina Robson – Silver Screen Wil McCarthy – To Crush the Moon |
| 2006 | Chris Moriarty – Spin Control                                            | Elizabeth Bear – Carnival                        | Andrea Hairston – Mindscape Nina Kiriki Hoffman – Catalyst: A Novel of Alien Contact Tony Ballantyne – Recursion Mark Budz – Idolon Justina Robson – Living Next Door to the God of Love                                                                 |
| 2007 | M. John Harrison – Nova Swing                                            | Minister Faust – From the Notebooks of Dr. Brain | Jon Armstrong – Grey Elizabeth Bear – Undertow Adam Roberts – Gradisil Karen Traviss – Ally Sean Williams – Saturn Returns |
| 2008 | Adam-Troy Castro – Emissaries from the Dead David Walton – Terminal Mind |                                                  | Lou Anders (red.) – Fast Forward 2 Karen Traviss – Judge Jeff Carlson – Plague War K.A. Bedford – Time Machines Repaired While-U-Wait |
| 2009 | C.L. Anderson – Bitter Angels                                            | Ian McDonald – Dni Cyberabadu                    | Carlos J. Cortes – The Prisoner Eric Garcia – The Repossession Mambo Daryl Gregory – The Devil’s Alphabet Rebecca Ore – Centuries Ago and Very Fast S. Andrew Swann – Prophets                                                                           |
| 2010 | Mark Hodder – W dziwnej sprawie Skaczącego Jacka                         | Project Itoh – Harmony                           | Jon Armstrong – Yarn Elizabeth Bear – Chill Alden Bell – The Reapers Are the Angels Sara Creasy – Song of Scarabaeus James Knapp – State of Decay |
| 2011 | Simon Morden – The Samuil Petrovitch Trilogy                             | Robert Jackson Bennett – The Company Man         | Jean Johnson – A Soldier’s Duty Maureen F. McHugh – After the Apocalypse Mira Grant – Deadline Matthew Hughes – The Other Drew Magary – The Postmortal                                                                                                   |
| 2012 | Brian Francis Slattery – Lost Everything                                 | Andri Snær Magnason – LoveStar                   | Ryan Boudinot – Blueprints of the Afterlife Keith Brooke – Harmony Eric Brown – Helix Wars Moira Crone – the not yet Nancy Kress – Fountain of Age: Stories                                                                                              |
| 2013 | Ben H. Winters – Countdown City                                          | Toh EnJoe – Self-Reference Engine                | Anne Charnock – A Calculated Life Cassandra Rose Clarke – The Mad Scientist’s Daughter Ann Leckie – Zabójcza sprawiedliwość Jack Skillingstead – Life on the Preservation Ian Whates (red.) – Solaris Rising 2: The New Solaris Books of Science Fiction |
| 2014 | Meg Elison – The Book of the Unnamed Midwife                             | Jennifer Marie Brissett – Elysium                | Rod Duncan – The Bullet-Catcher’s Daughter Emmi Itäranta – Memory of Water Cherie Priest – Maplecroft: The Borden Dispatches Jonathan Strahan (red.) – Reach For Infinity                                                                                |
| 2015 | Ramez Naam – Apex                                                        | Marguerite Reed – Archangel                      | Brenda Cooper – Edge of Dark Douglas Lain – After the Saucers Landed P.J. Manney – (R)evolution Adam Rakunas – Windswept |
| 2016 | Claudia Casper – The Mercy Journals                                      | Susan diRende – Unpronounceable                  | Kristy Avecedo – Consider Eleanor Arnason – Hwarhath Stories: Transgressive Tales by Aliens Matt Hill – Graft Yoss – Super Extra Grande |
| 2017 | Carrie Vaughn – Bannerless                                               | Deji Bryce Olukotun – After the Flare            | Meg Elison – The Book of Etta Mur Lafferty – Six Wakes Tim Pratt – The Wrong Stars Alastair Reynolds – Revenger Martha Wells – Wszystkie wskaźniki czerwone                                                                                              |
| 2018 | Audrey Schulman – Theory of Bastards                                     | Claire North – 84K                               | Ian McDonald – Time Was Jeff Noon – The Body Library Abbey Mei Otis – Alien Virus Love Disaster: Stories Vandana Singh – Ambiguity Machines and Other Stories                                                                                            |
| 2019 | Sarah Pinsker Sooner or Later Everything Falls Into the Sea: Stories     | Sarah Tolmie The Little Animals                  | Ada Hoffmann The Outside Megan E. O’Keefe Velocity Weapon Susan Palwick All Worlds Are Real: Short Fictions Tade Thompson The Rosewater Redemption |
| 2020 | Alison Stine Road Out of Winter                                          | M.R. Carey The Book of Koli                      | Christopher Brown Failed State Elwin Cotman Dance on Saturday Alastair Reynolds Bone Silence Adrian Tchaikovsky The Doors of Eden |
| 2021 | Kali Wallace Dead Space                                                  | Lavie Tidhar The Escapement                      | Nino Cipri Defekt Jason Sanford Plague Birds Giacomo Sartori Bug Tade Thompson Far from the Light of Heaven |
| 2022 | Kimberly Unger The Extractionist                                         | Tade Thompson The Legacy of Molly Southbourne    | Rebecca Campbell Arboreality C.J. Carey Widowland Rich Larson Ymir Rachel Swirsky January Fifteenth |
| 2023 | Bethany Jacobs These Burning Stars                                       | Rebekah Bergman The Museum Of Human History      | Eugen Bacon Danged Black Thing M. R. Carey Infinity Gate S. L. Coney Wild Spaces Dilman Dila Where Rivers Go To Die |
| 2024 | Brenda Peynado Time's Agent                                              | Adrian Tchaikovsky Alien Clay                    | Tara Campbell City of Dancing Gargoyles Bora Chung Your Utopia: Stories Sofia Samatar The Practice, the Horizon, and the Chain Subodhana Wijeyeratne Triangulum                                                                                          |